# Joseph Gérôme
Joseph Gérôme (1863 - 31 de diciembre de 1928) fue un botánico francés, que entre sus trabajos destaca su estudio sobre la familia Dracaenaceae. Desarrolló actividades académicas en el Museo Nacional de Historia Natural de Francia, en París.

## Algunas publicaciones

### Libros
- joseph Gérôme. 1924. Plantes ornementales herbacées de plein air et rosiers. Volumen 2 de Guides aux collections de plantes vivantes. Editor Muséum d'histoire naturelle, 203 pp.
- La abreviatura «Gérôme» se emplea para indicar a Joseph Gérôme como autoridad en la descripción y clasificación científica de los vegetales.[2]